# Henry Lee II
Henry Lee II (Alexandria, 1730 – Dumfries, ottobre 1787) è stato un militare e politico inglese.
È noto in particolare per essere stato il padre del generale Henry Lee III e nonno del generale Robert Edward Lee, leader dell'esercito sudista durante la guerra di secessione americana.

## Biografia

Stemma della famiglia Lee

Lee era il figlio terzogenito del capitano Henry Lee I (1691–1747) di "Lee Hall", contea di Westmoreland, e di sua moglie, Mary Bland (1704–1764), figlia di Richard Bland (1665–1720) e della sua seconda moglie, Elizabeth Randolph (1685–1719).
Lee nacque a "Lee Hall" nel 1729, nella contea di Prince William, vivendo poi a "Leesylvania", presso il villaggio di Dumfries. "Leesylvania" era un'ampia proprietà collocata tra Neabsco Creek e Powell Creek nella Prince William County, Virginia con una magnifica vista sul fiume Potomac. Questa era un antico possedimento della sua famiglia acquistato già dai suoi nonni.
Lee prestò servizio come giudice di pace nella contea di Prince William e venne inoltre eletto nella House of Burgesses della Virginia nel 1758, dove prestò servizio sino al 1772. Fu membro della Convenzione della Virginia dal 1774 al 1776. Lee fu L
uogotenente della contea di Prince William, e risultò particolarmente attivo negli anni della rivoluzione americana. Henry Lee fu anche membro del senato nel 1780. Il suo testamento venne redatto il 10 agosto 1787 e registrato il 1 ottobre di quello stesso anno. Lee morì poco dopo.

## Matrimonio e figli
Henry Lee II sposò Lucy Grymes (1734–1792), figlia di Charles Grymes (1693–1743) (due volte imparentato col presidente George Washington) e Frances Jennings (prozia di Edmund Randolph). Charles Grimes proveniva dalla regione di "Morattico", nella contea di Richmond in Virginia, dove era sceriffo e membro del consiglio (1724-1725). La coppia ebbe insieme i seguenti figli
1. Generale Henry Lee III "Light Horse Harry" (1756–1818), Governatore della Virginia. Lee III sposò:
  1. Matilda Lee (1766–1790), figlia di Philip Ludwell Lee, Sr. (1727–1775) e di Elizabeth Steptoe (1743–1789), che sposò in seconde nozze poi Philip Richard Fendall I (1734–1805).
  2. Anne Hill Carter (1773–1829), figlia di Charles Carter, Sr. (1737–1802) di "Shirley", e della sua seconda moglie, Anne Butler Moore (1756). Il loro figlio fu il generale confederato Robert E. Lee.[1]
2. Charles Lee (1758–1815), U.S. Attorney General. Sposò:
  1. Anne Lee (1770–1804), figlia di Richard Henry Lee (1732–1794) e della sua seconda moglie, Anne (Gaskins) Pinckard.
  2. Margaret Christian (Scott) Peyton (1783–1843), vedova di Yelverton Peyton (1771–1802). Margaret era figlia del Rev. John Scott (1747–1785) e di Elizabeth Gordon.
3. Richard Bland Lee I (1761–1827) di "Sully", che sposò Elizabeth "Eliza" Collins (1768–1858), figlia di Stephen Collins e di Mary Parish.
4. Mary "Mollie" Lee (1764–1827), che sposò Philip Richard Fendall I (1734–1805) come sua terza moglie. Philip era figlio di Benjamin Fendall (1708–1764) e della sua prima moglie, Eleanor Lee (1710–1759).
5. Theodorick Lee (1766–1849) di "Eckington", sposò Catherine Hite (1766–1849).
6. Edmund Jennings Lee I (1772–1843), sposò Sally Lee (1775–1837), figlia di Richard Henry Lee (1732–1794) e di Anne (Gaskins) Pinckard.
7. Lucy Lee (1774), morta infante.
8. Anne Lee (1776–1857), sposò William Byrd Page, Sr. (1768–1812), figlio di Mann Page (1742–1787) e di Mary Mason Selden (1754–1787).

## Ascendenza
|                    |                  |                   | Genitori           |  |  | Nonni |  |  | Bisnonni      |  |  | Trisnonni  |  |
|                    |                  |                   |                    |  |  |       |  |  | Richard Lee I |  |  | John Lee I |  |
|                    |                  |                   |                    |  |  |       |  |  | Richard Lee I |  |  | John Lee I |  |
|                    |                  | Jane Hancock      |                    |  |  |       |  |  | Richard Lee I |  |  |            |  |
| Richard Lee II     |                  |                   |                    |  |  |       |  |  | Richard Lee I |  |  |            |  |
|                    |                  | Anne Constable    | Francis Constable  |  |  |       |  |  |               |  |  |            |  |
|                    |                  | Anne Constable    | Francis Constable  |  |  |       |  |  |               |  |  |            |  |
|                    |                  | Anne Constable    | Sexborow Wodmansye |  |  |       |  |  |               |  |  |            |  |
| Henry Lee I        |                  | Anne Constable    |                    |  |  |       |  |  |               |  |  |            |  |
|                    |                  | Henry Corbin      | Thomas Corbin      |  |  |       |  |  |               |  |  |            |  |
|                    |                  | Henry Corbin      | Thomas Corbin      |  |  |       |  |  |               |  |  |            |  |
|                    |                  | Henry Corbin      | Winifred Grosvenor |  |  |       |  |  |               |  |  |            |  |
| Laetitia Corbin    |                  | Henry Corbin      |                    |  |  |       |  |  |               |  |  |            |  |
|                    |                  | Alice Burnham     | Richard Eltonhead  |  |  |       |  |  |               |  |  |            |  |
|                    |                  | Alice Burnham     | Richard Eltonhead  |  |  |       |  |  |               |  |  |            |  |
|                    |                  | Alice Burnham     | Anne Sutton        |  |  |       |  |  |               |  |  |            |  |
| Henry Lee II       |                  | Alice Burnham     |                    |  |  |       |  |  |               |  |  |            |  |
|                    | Theodorick Bland | John Bland        |                    |  |  |       |  |  |               |  |  |            |  |
|                    | Theodorick Bland | John Bland        |                    |  |  |       |  |  |               |  |  |            |  |
|                    | Theodorick Bland | Susan de Dobbeler |                    |  |  |       |  |  |               |  |  |            |  |
| Richard Bland      | Theodorick Bland |                   |                    |  |  |       |  |  |               |  |  |            |  |
|                    |                  | Anna Bennett      | Richard Bennett    |  |  |       |  |  |               |  |  |            |  |
|                    |                  | Anna Bennett      | Richard Bennett    |  |  |       |  |  |               |  |  |            |  |
|                    |                  | Anna Bennett      | Mary Ann Langworth |  |  |       |  |  |               |  |  |            |  |
| Mary Bland         |                  | Anna Bennett      |                    |  |  |       |  |  |               |  |  |            |  |
|                    |                  | William Randolph  | Richard Randolph   |  |  |       |  |  |               |  |  |            |  |
|                    |                  | William Randolph  | Richard Randolph   |  |  |       |  |  |               |  |  |            |  |
|                    |                  | William Randolph  | Elizabeth Ryland   |  |  |       |  |  |               |  |  |            |  |
| Elizabeth Randolph |                  | William Randolph  |                    |  |  |       |  |  |               |  |  |            |  |
|                    |                  | Mary Isham        | Henry Isham        |  |  |       |  |  |               |  |  |            |  |
|                    |                  | Mary Isham        | Henry Isham        |  |  |       |  |  |               |  |  |            |  |
|                    |                  | Mary Isham        | Katherine Banks    |  |  |       |  |  |               |  |  |            |  |
|                    |                  | Mary Isham        |                    |  |  |       |  |  |               |  |  |            |  |